# فتح اتحادیه مویسکا توسط اسپانیا
فتح اتحادیه مویسکا توسط اسپانیا (انگلیسی: Spanish conquest of the Muisca) فتح کشور مویسکا توسط اسپانیایی‌ها است که از ۱۵۳۷ تا ۱۵۴۰ به طول انجامید. این ملت و کشور در فلات کوندینامارکا در شمال رشته کوه آند، در کلمبیای امروزی واقع شده بود. پایتخت این کشور و مقر خان اصلی آن، شهر باکاتا، پس از فتح آنان، مبدل به شهر مدرن بوگوتا، پایتخت و بزرگترین شهر کلمبیا شد.
مویسکاها تا پیش استعمار توسط اسپانیاییها تشکیل‌دهندهٔ اتحادیه‌ای به نام اتحادیه مویسکا بودند. این اتحادیه متشکل از دو ایل بزرگ با نامهای سیپاسگو (به مرکزیت باکاتا)(خود متشکل از ۵ طایفهٔ‌ زیرمجموعه) و ساکاسگو (به مرکزیت هونسا)(خود متشکل از ۳ طایفهٔ‌ زیرمجموعه)، دو «کاسیکه‌نشین» (خان‌نشین) مقدس (خان‌نشین‌هایی که نقش و اهمیت مذهبی آنها پررنگ‌تر از نقش و اهمیت سیاسی‌شان بود) شامل تونداما و ایراکا (سوگاموسو)، تعدادی طایفهٔ مستقل بود.